# Mellin (westfälisches Adelsgeschlecht)

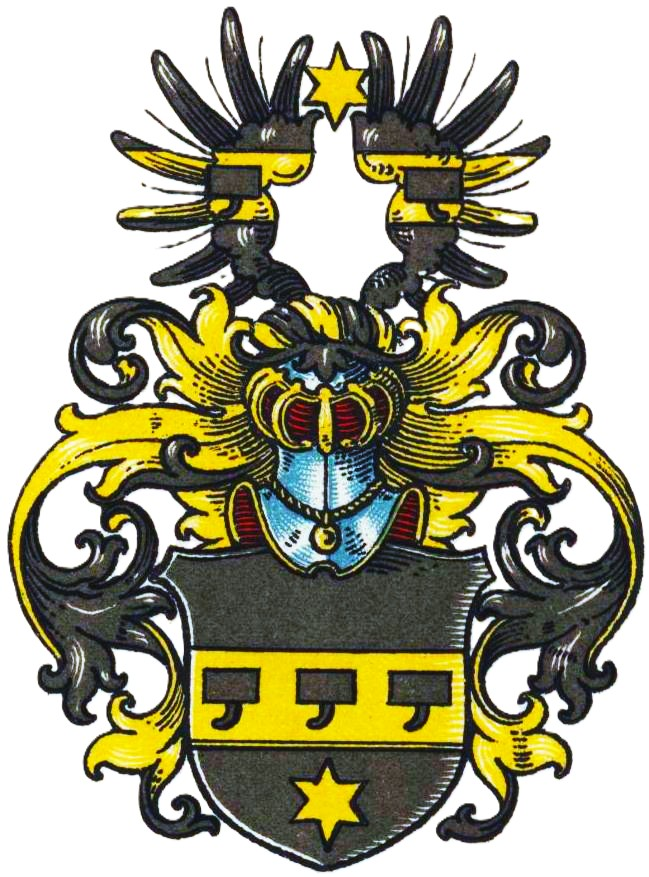
Wappen derer von Mellin im Wappenbuch des Westfälischen Adels

Mellin (auch: Mellien(n), Mellinch, Melling o. ä.) ist der Name eines erloschenen westfälischen Patrizier- und Adelsgeschlechts.
Die Familie ist von dem nichtverwandten pommerschen Adelsgeschlecht Mellin zu unterscheiden. Ebenfalls zu unterscheiden sind die brabanter und österreichischen Mellin.

## Geschichte
Das Geschlecht stammt aus Werl, wo es zum Stadtpatriziat der Erbsälzer zählte. Zusammen mit den anderen Erbsälzergeschlechtern bekam die Familie am 15. April 1708 von Kaiser Josef I. ihren alten Adel erkannt. Als Mitglieder des Werler Patriziats stellten sie drei Werler Bürgermeister, einen Sälzeroberst sowie Richter der Stadt. Außerdem waren sie Mitglieder der Kalandsbruderschaft in Werl.
1395 erscheint ein Gert Melien als Erbsälzer in Werl, 1405 ebenso ein Gerd Melyen. 1419 bis 1428 wird ein Gerwin Mellin zu Werl erwähnt. 1477 schenkte Beleke, Witwe des Werler Bürgermeisters Melling dem Clausner der Antonius-Clause drei Scheffel Malz jährlich. 1652 tritt ein Johan Mellin als Erbsälzer zu Werl auf. Maria Isabella von Mellin war 1733–1767 Priorin im Kloster Rumbeck. Johann Dethmar von Mellin war 1720–1724 und 1728 Offizial des Offizialat im Herzogtum Westfalen. Sein Wappen findet sich am Richterstuhl in der Werler Kirche St. Walburga.
Die Familie erlosch im Mannesstamm mit dem Tod von Joseph von Mellin am 5. Februar 1837. Dieser hatte auf Haus Uffeln östlich von Werl gesessen und 1834 Haus Füchten in Ense im Sauerland gekauft. Da er und seine Frau Sophie von Fürstenberg kinderlos geblieben waren, gab er sein gesamtes Vermögen in eine von ihm angeregte und 1860 ins Leben gerufene „von Mellin’sche Stiftung“ eingebracht, die bis heute ein anerkannter Träger der Kinder- und Jugendhilfe und der Behindertenhilfe ist.

## Persönlichkeiten
- Johan Mellien, Werler Bürgermeister 1591
- Johannes Mellin (1617–1695), Soester Bürgermeister 1670, Consul, Proconsul, Richter, Mitglied der Kalandsbruderschaft in Werl, königlich-kaiserlicher Major
- Johann Kaspar Christian von Mellin (1664–1723), Werler Bürgermeister 1723, Sälzeroberst, Mitglied der Kalandsbruderschaft in Werl, erhielt 1708 Reichsadelsbestätigung
- Johann Dethmar von Mellin, 1720–1724, 1728 Offizial des Offizialat im Herzogtum Westfalen
- Joseph von Mellin (1765–1837), Gründer der „von Mellin’schen Stiftung“

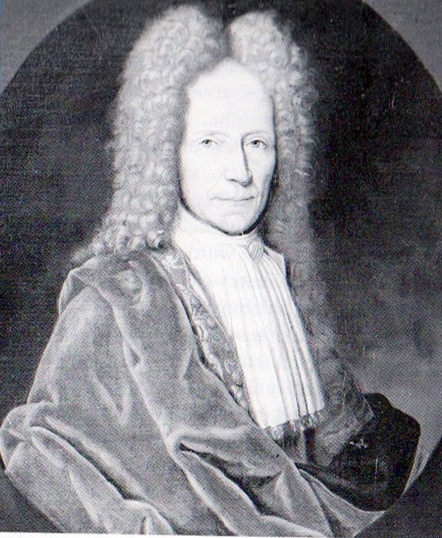
Johann Kaspar Christian von Mellin (1664–1723)
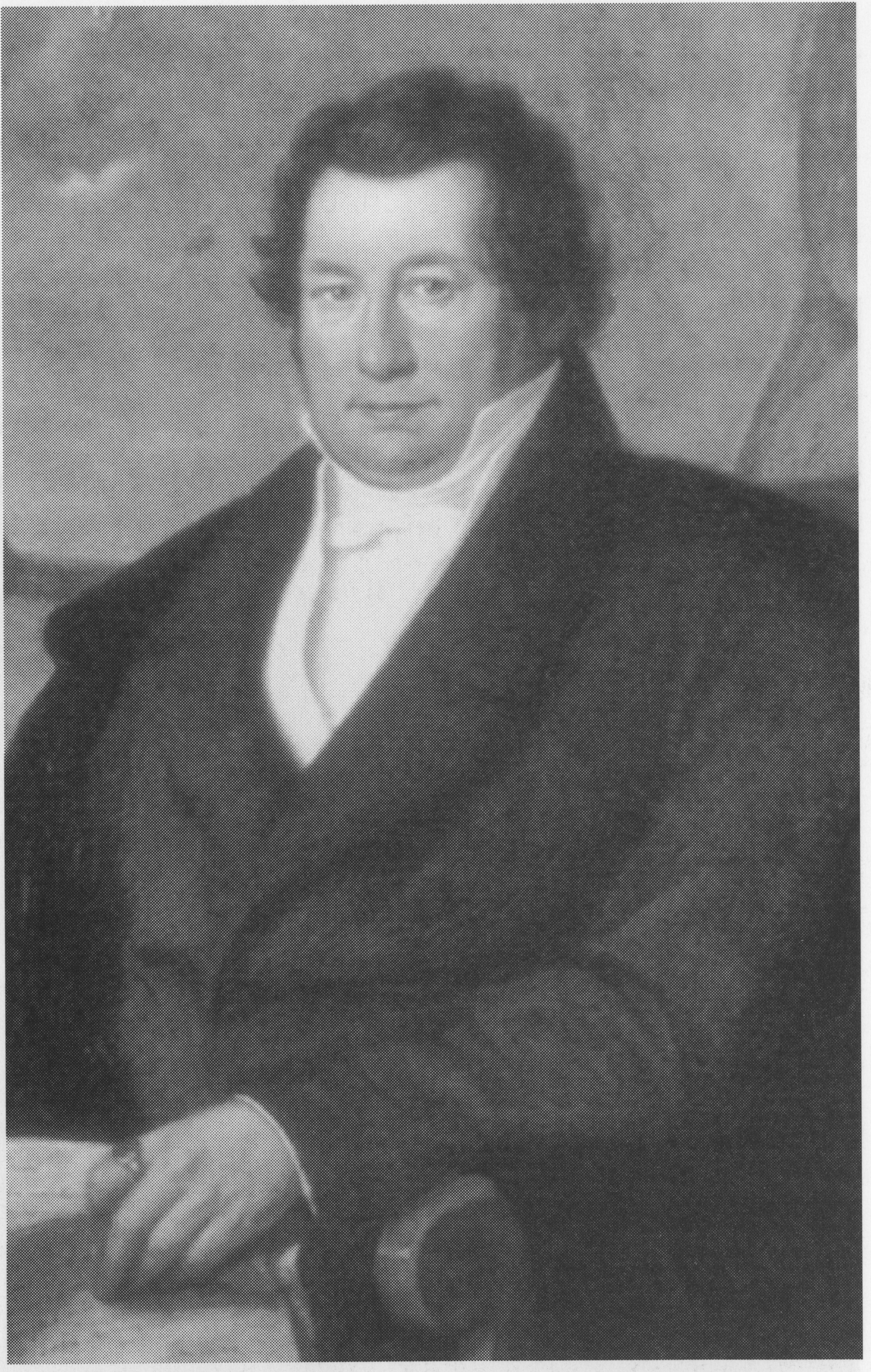
Joseph von Mellin (1765–1837)

## Wappen
Blasonierung: In Schwarz ein goldener mit drei schwarzen Salzpfannen beladener Balken, darunter ein goldener Stern. Auf dem schwarz-golden bewulsteten Helm mit schwarz-goldenen Helmdecken ein offener schwarzer Flug, jeder mit einem goldenen Balken belegt mit einer (oder mehreren) schwarzen Salzpfanne(n), zwischen den Flügeln der goldene Stern.
Abweichend stellt Anton Fahne das Wappen mit silbernen Balken und ohne Stern dar. Auf einem Stadtbild von Werl wird wiederum abweichend der Schild in Silber dargestellt.

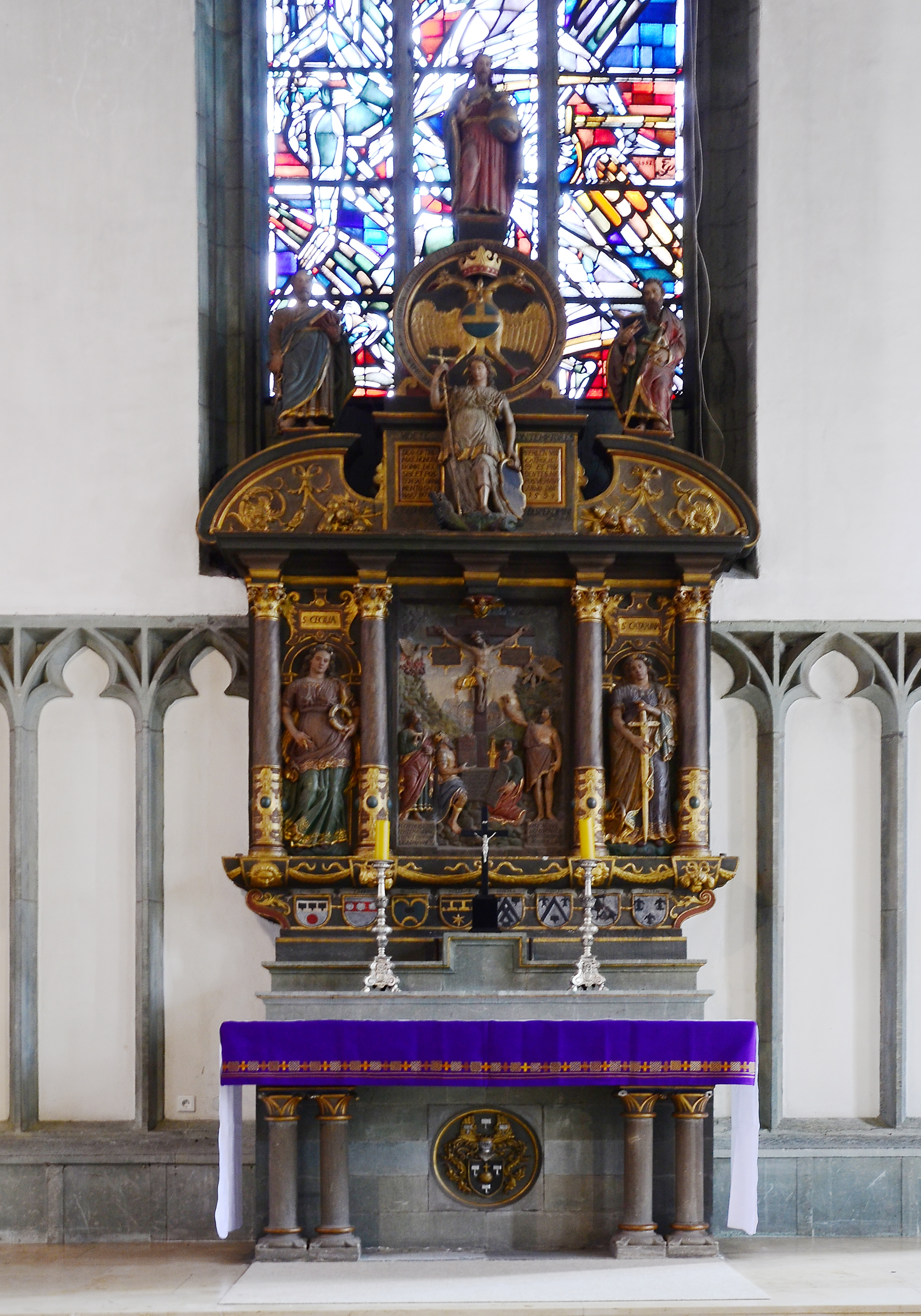
Erbsälzeraltar in der Werler Kirche St. Walburga mit den Wappen derer von Mellin (viertes von links)
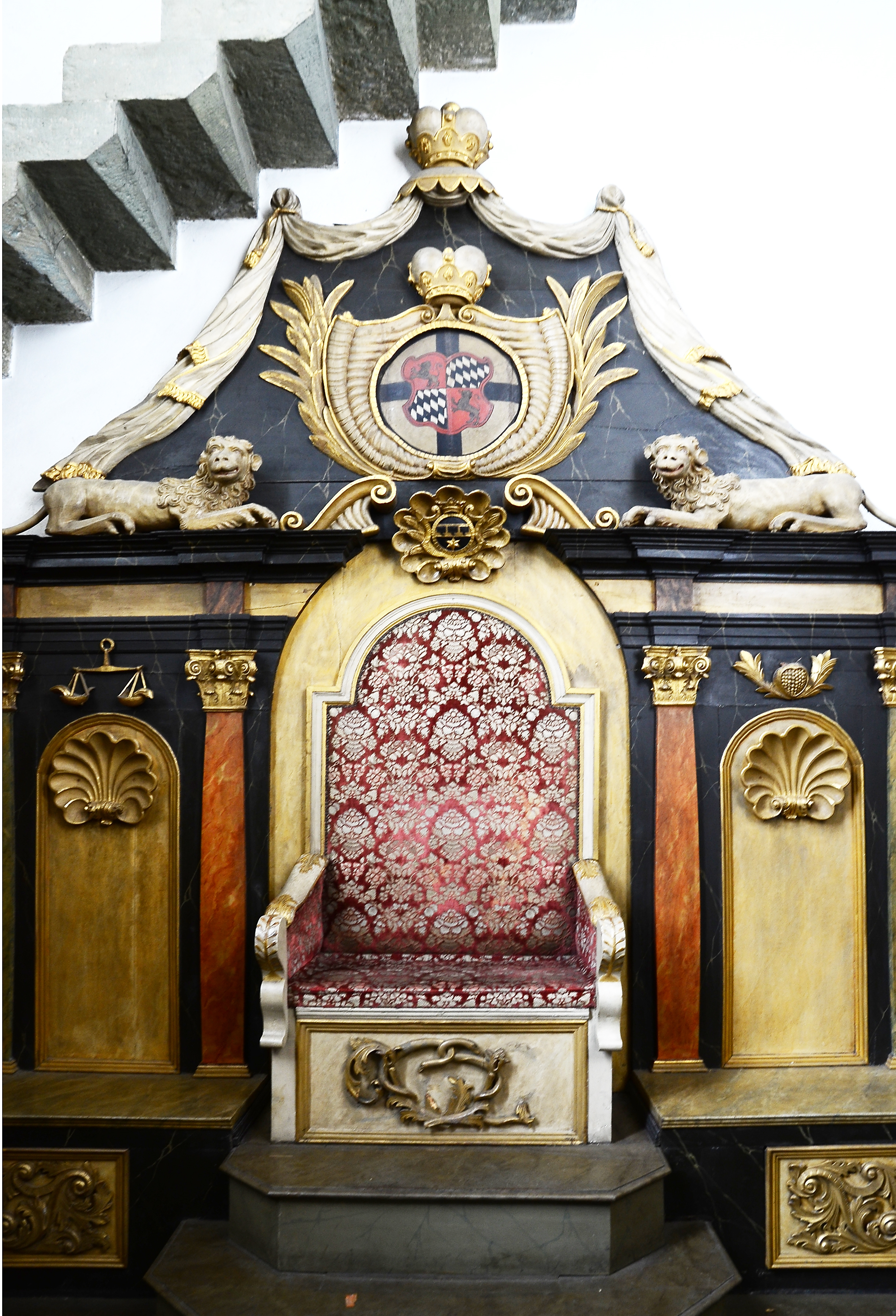
Richterstuhl in der Werler Kirche St. Walburga mit dem Wappen derer von Mellin
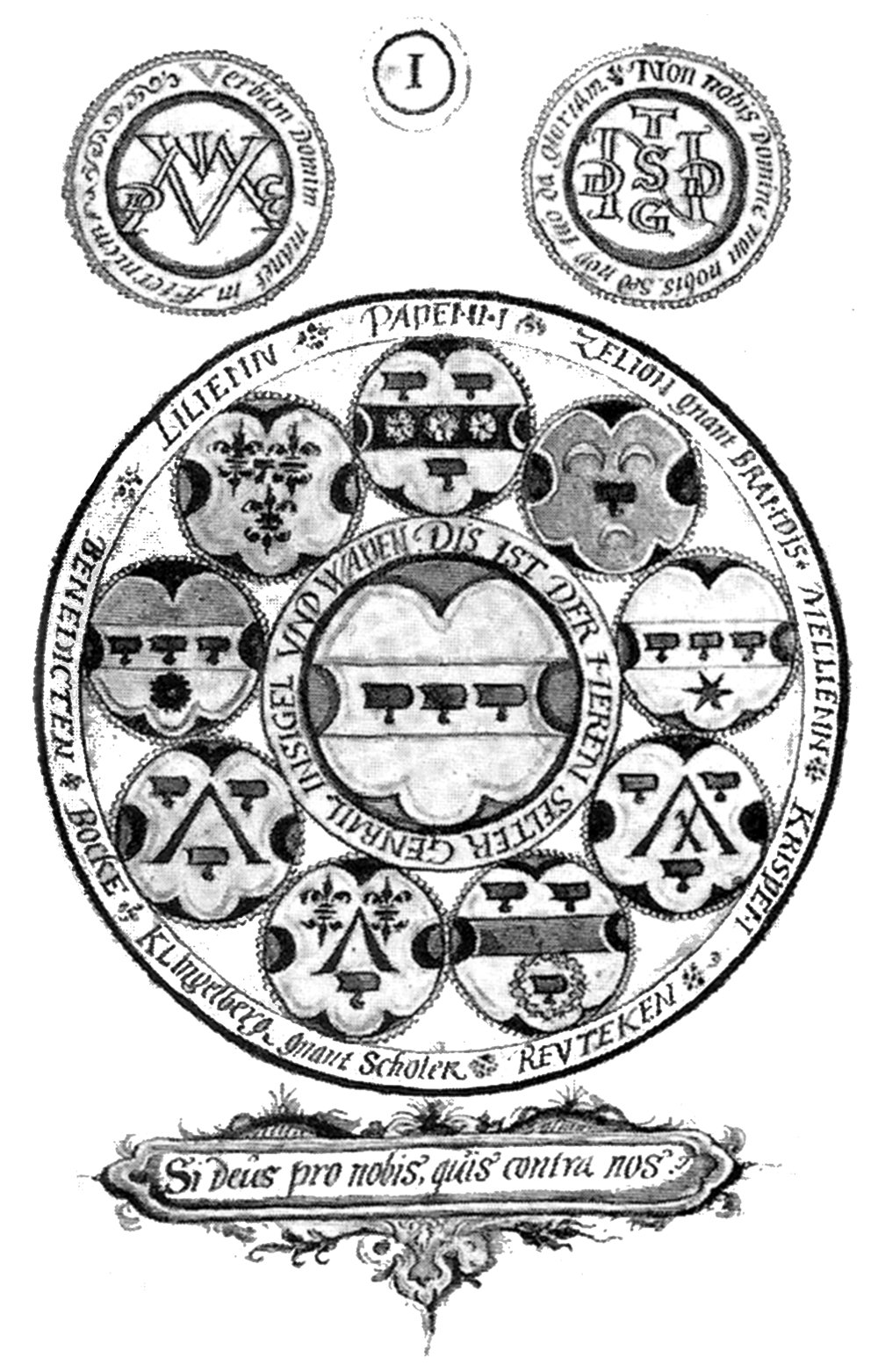
Titelblatt des Sälzerbuches von 1581 mit dem Wappen derer von Melling („auf 3 Uhr“)
Stadtbild von Werl (vor 1738) mit den Erbsälzer-Wappen
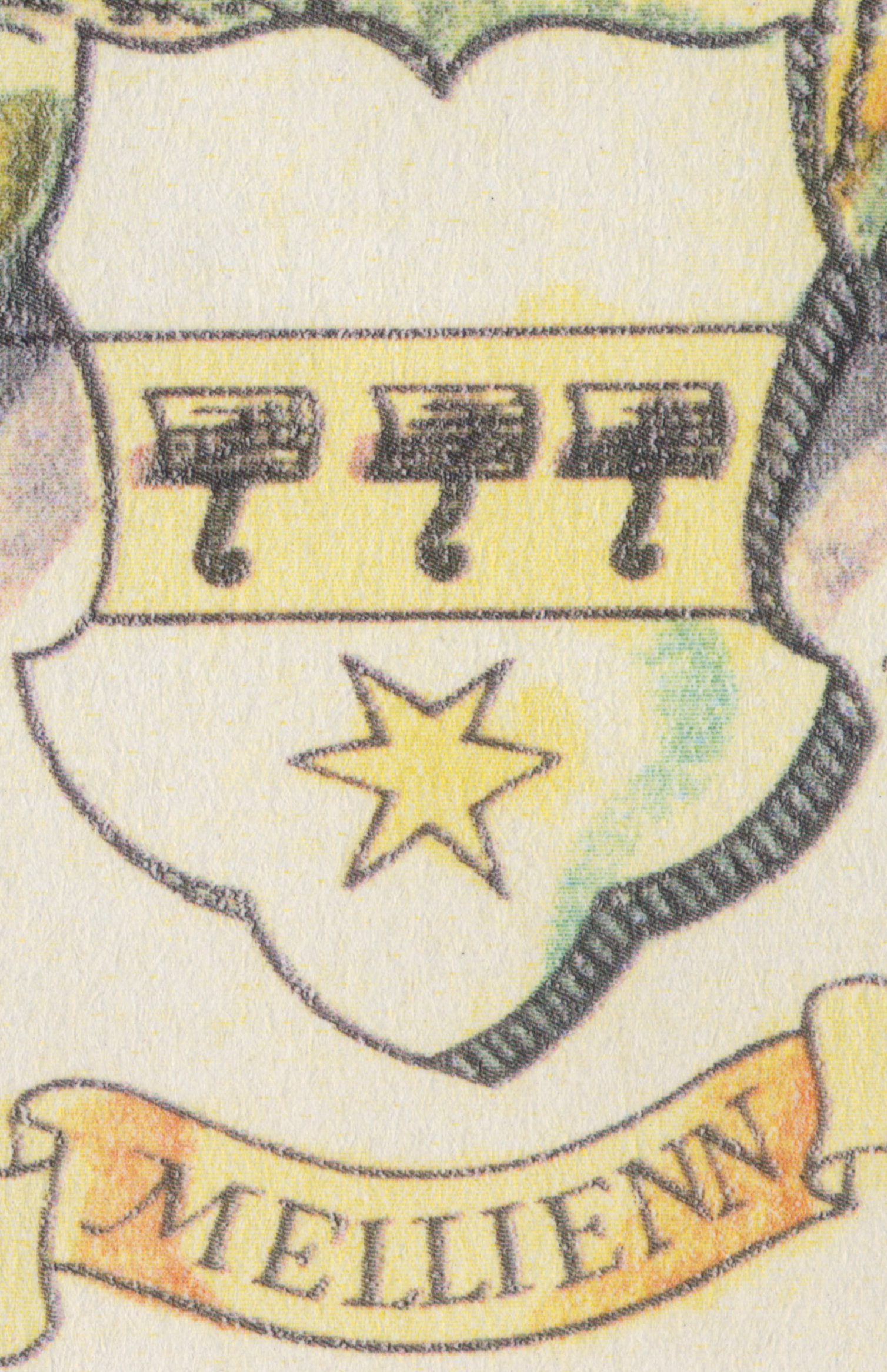
Wappen derer von Mellienn auf dem Stadtbild